# Gwinea Równikowa na Mistrzostwach Świata w Lekkoatletyce 2013
Gwinea Równikowa na Mistrzostwach Świata w Lekkoatletyce 2013 – reprezentacja Gwinei Równikowej podczas mistrzostw świata w Moskwie liczyła 1 zawodnika, który nie zdobył medalu.

## Występy reprezentantów Gwinei Równikowej
| Konkurencja            | Zawodnik        | Eliminacje | Eliminacje | Półfinał | Półfinał | Finał    | Finał   |
| Konkurencja            | Zawodnik        | Rezultat   | Pozycja    | Rezultat | Pozycja  | Rezultat | Pozycja |
| ---------------------- | --------------- | ---------- | ---------- | -------- | -------- | -------- | ------- |
| Bieg na 800 m mężczyzn | Benjamín Enzema | 1:56,82    | 45.        | NQ       | NQ       | NQ       | NQ      |